# バフィン川

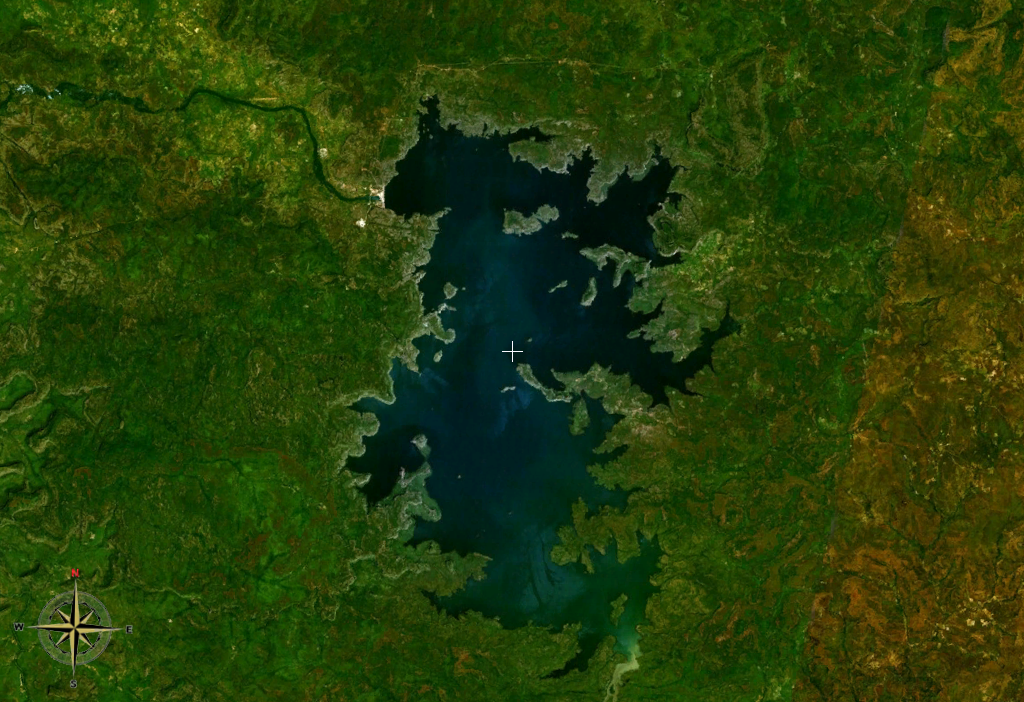
バフィン川をマナンタリ・ダムでせき止め作られたマナンタリ湖

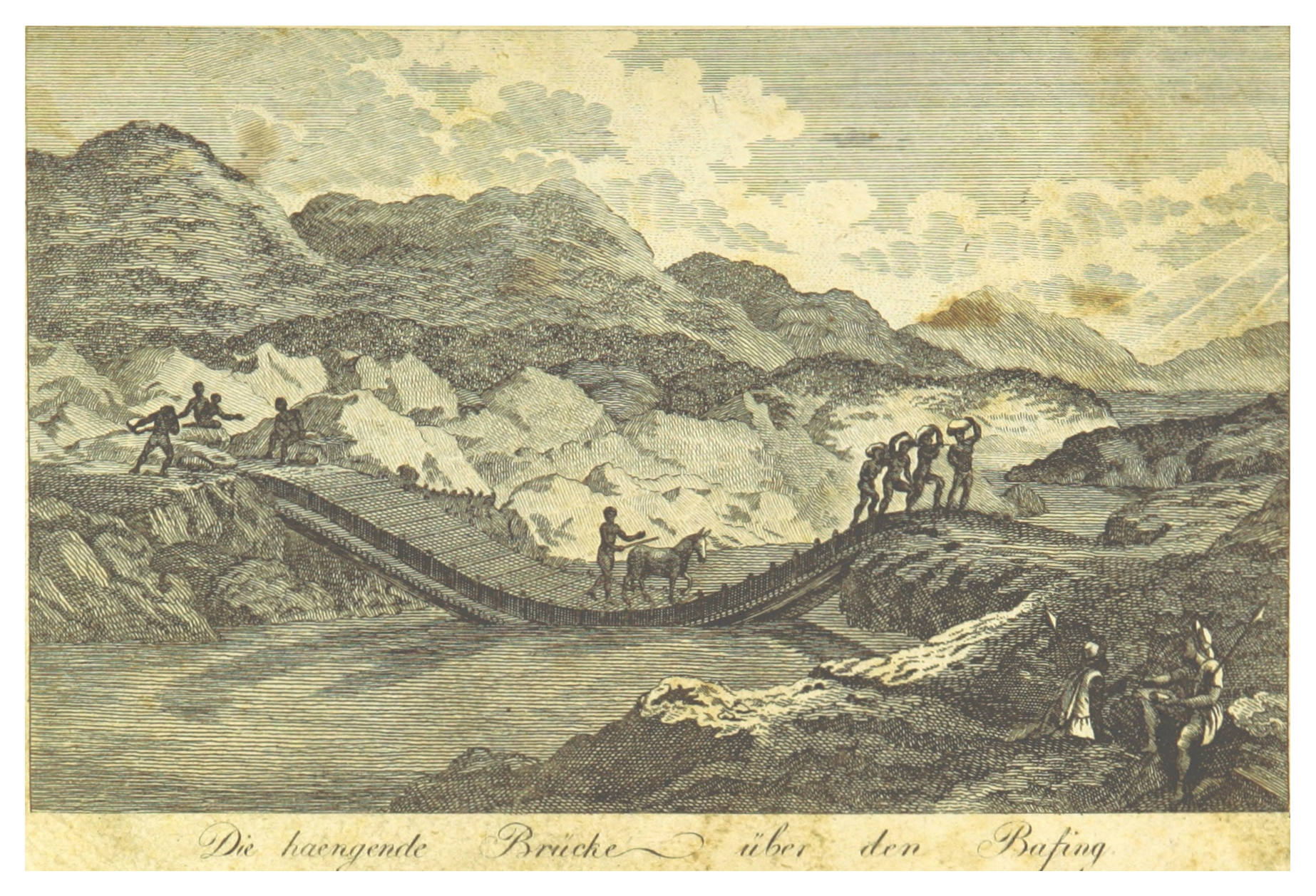
ムンゴ・パークがバフィン川を橋で越える絵(1800年出版)

バフィン川（バフィンがわ、Bafing River）は、ギニアとマリ共和国を流れる河川。全長760㎞。マリ西部のカイ州にあるバフーラベでバコイ川と合流し、セネガル川となる。マンディング諸語においては、バコイは「白い川」、バフィンは「黒い川」を意味する。バフィン川の一部はマリとギニアの国境をなしている。
マナンタリ・ダムはバフーラベからバフィン川の上流90㎞の地点に位置する。マナンタリ・ダムのダム湖はマリ最大の人工湖であるマナンタリ湖となっている。このダムは水力発電のタービンを回すために11.3 km3の水量を乾季でも保持している。このためダム下流においては雨季の最大流量が減少したが、それでも乾季において150 m3/sから200 m3/sの流量を維持している。
バフィン川の水源があるフータ・ジャロン山地を含むギニア領内の上流域一帯はニシチンパンジー、ライオン、クロハゲワシなどの生息地である。水源付近にあるサバナ、森林、湿潤草地および山地の北東側のバフィン川とファレメ川上流域の森林、サバナと氾濫原は2007年にラムサール条約登録地となった。